# Weierstrassova věta

Graf funkce f spojité na uzavřeném intervalu [a, b] s vyznačenými body maxima a minima na tomto intervalu.

Weierstrassova věta je tvrzení z reálné analýzy, pojmenované po Karlu T. W. Weierstrassovi.

## Weierstrassova věta
Nechť funkce {\displaystyle f(x)} je spojitá na kompaktním (tj. omezeném a uzavřeném) intervalu {\displaystyle I}. Pak funkce {\displaystyle f(x)} je na intervalu {\displaystyle I} omezená a nabývá na něm svého minima i maxima, tj. v intervalu {\displaystyle I} existují body {\displaystyle x_{m}} a {\displaystyle x_{M}} takové, že {\displaystyle f(x_{m})=\min\{f(x)|x\in I\}} a {\displaystyle f(x_{M})=\max\{f(x)|x\in I\}}